# Toshinori Kondō
Toshinori Kondō (jap. 近藤 等則 Kondō Toshinori; ur. 15 grudnia 1948 w Imabari, zm. 17 października 2020 w Kawasaki) – japoński trębacz jazzowy, tworzący głównie jazz awangardowy z dużą domieszką elektroniki. Poza pracami solowymi, Kondō współpracował z takimi artystami jak Derek Bailey, John Zorn, Bill Laswell, Herbie Hancock, Steve Lacy, DJ Krush czy polski zespół Levity (album Chopin Shuffle), a także komponował ścieżki dźwiękowe do japońskich produkcji filmowych.

## Dyskografia
- 1982:
  - The Last Supper (Po Torch)
  - Death Is Our Eternal Friend (DIW)
- 1983: What Are You Talking About? (DIW)
- 1989: Human Market (Jaro)
- 1991: Brain War (Jaro)
- 1993: Touchstone (Jaro)
- 1996:
  - This, That and the Other (Records)
  - Ki-Oku (razem z DJ Krushem) (Sony/R&S)
- 1999: Charged (Apollo/R&S)
- 2002: Life Space Death (META Records)
- 2003: Nerve Tripper (DIW)
- 2005: Fukyo (Tzadik Records)
- 2007: Silent Melodies (Off Records)